# Вермаљио (Сондрио)
Вермаљио је насеље у Италији у округу Сондрио, региону Ломбардија.
Према процени из 2011. у насељу је живело 22 становника. Насеље се налази на надморској висини од 536 м.